# Átax
Átax ou Átace (m. 418) foi rei dos alanos ocidentais na Hispânia, atual Espanha e Portugal. Em 409, os alanos se fixaram nas províncias romanas da Lusitânia e Cartaginense: Alani Lusitaniam et Carthaginiensem provincias, et Wandali cognomine Silingi Baeticam sortiuntur. Existem dúvidas sobre se os alanos teriam conquistado integralmente ou apenas partes da Cartaginense.
Foi o sucessor de Respendial, que liderou os alanos, juntamente com os vândalos e os suevos, numa invasão do Império Romano ocidental, a partir de 406 d.C. Em 418, os alanos foram derrotados por Vália, rei dos godos, que havia atacado as tribos invasoras sob as ordens do imperador Honório, em terras "tartéssias", provavelmente próximo a Gibraltar. Os alanos ocidentais restantes na Ibéria tiveram que suplicar ao rei vândalo Gunderico para aceitar a coroa alana; os reis vândalos posteriores, no norte da África, passaram a adotar o título de rex Wandalorum et Alanorum ("rei dos vândalos e dos alanos").